# Der Geschichtenerzähler
Der Geschichtenerzähler (spanisch El hablador) ist ein Roman des peruanischen Literatur-Nobelpreisträgers Mario Vargas Llosa aus dem Jahr 1987. Er behandelt am Beispiel der nomadisierenden Machiguenga im Amazonas-Gebiet die Problematik der Integration indigener Völker in die verwestlichte peruanische Gesellschaft.

## Überblick
Vargas Llosas Roman mit autobiographischen Bezügen handelt von der mehr als dreißigjährigen Beschäftigung des Ich-Erzählers und fiktiven peruanischen Autors mit dem im Amazonas-Gebiet lebenden indigenen Stamm der Machiguengas und seinen geheimnisumwobenen Geschichtenerzählern. Der Erzähler hat diese Thematik bereits während seiner Studienzeit mit seinem Freund Saúl Zuratas in Lima diskutiert. Seitdem hat ihn das Thema nicht mehr losgelassen und er plant eine Erzählung darüber zu schreiben.  In den folgenden Jahren erforscht er durch das Studium anthropologischer Berichte sowie eigene Interviews vor Ort für eine Fernsehreportage die Mythologie und Geschichte dieses Stammes. Aber erst 1985 beginnt er mit der Ausformulierung seines Romans, nachdem er in Florenz durch eine Ausstellung an seinen Studienfreund erinnert wird (Kp. 1 und 8). Im Rückblick erzählt er von dieser Zeit seit den 1950er Jahren (Kp. 2, 4, 6): von seiner Erforschung der Lebensweise und der Mythologie der Indianer, von eigenen Begegnungen mit ihnen und von Gesprächen mit Forschern, die unter ihnen lebten und mehr über sie wussten. Die in den fünf Kapiteln geschilderten Etappen der Erarbeitung des Romans zeigen auch die zunehmende Anpassung indigener Gruppen an die peruanische Gesellschaft sowie die Diskussionen über die Integrationsproblematik: die Verbesserung der Lebensverhältnisse, aber auch der Verlust der alten Identität. Bei seinen Nachforschungen versucht der Autor immer wieder herauszufinden, was aus seinem Studienfreund Saúl geworden ist, der einmal vorhatte, bei den Machiguengas zu leben.
Dieser Handlungsstrang des Romans wird unterbrochen von den Vorträgen eines umherziehenden Machiguenga-Geschichtenerzählers (Kp. 3, 5 und 7). Er spricht über das Wanderleben der Familienverbände, ihre Kämpfe und ihre Erfahrungen mit weißen Händlern sowie die Einbeziehung ihrer Legenden von Göttern und Dämonen in ihren Alltag im Rahmen animistischer und magischer Vorstellungen.

## Inhalt

### Rahmenhandlung
Im ersten und achten Kapitel berichtet der Autor über seinen Studienaufenthalt in Florenz im Sommer 1985: In der Santa-Margherita-Passage betritt er eine winzige Galerie mit Fotos des Italieners Gabriele Malfatti aus dem peruanischen Amazonien. Der Besucher erkennt auf den Bildern die Gegend um Nueva Luz (span.: Neues Licht) und Nuevo Mundo (span.: Neue Welt) wieder, die er wenige Jahre zuvor bereist hat. Von einem der Fotos wird er besonders angezogen: Im Kreis um einen Erzähler sitzen Männer und Frauen der Machiguenga. Der Autor stellt sich vor, dass der Geschichtenerzähler sein untergetauchter Freund Saúl ist, der sich dem Stamm angeschlossen hat, auch weil er vermutlich damit persönlich die jüdische Geschichte der Ausgrenzung und Isolation weiterführen will. Diese Konstruktion ermöglicht dem Autor die Verbindung seiner Studien über die Amazonas-Indianer mit der Auffassung seines Freundes von einem Leben in und mit der Natur, und er kann nun mit dem Schreiben des Romans beginnen, der zugleich von seinen Schwierigkeiten handelt, die geistige Welt fremder Kulturen zu verstehen und abzubilden. Der Erzähler weiß, dass sich seit seinem Besuch vor sechs Jahren die Situation im Regenwald Südamerikas weiterhin verschlechtert hat: Abholzung, Besiedlung, Ölsuche, Drogenhandel und Terrorismus usw. werden auch eine Auswirkung auf die Machiguengas gehabt haben, und er fragt sich, wie lange ihre Dörfer erhalten bleiben und wie die Bewohner auf die Entwicklung reagieren werden: ob sie sich weiter den Verhältnissen anpassen oder ob sie sich zurückziehen und wieder den Kreislauf des Wanderns aufnehmen.

### Recherchen Saúl Zuratas und des Autors über die Machiguengas
Kp. 2
Durch die Ausstellung in Florenz inspiriert, erinnert sich der Autor an den Beginn seiner Bekanntschaft mit Saúl Zuratas, der wegen seines maulbeerfarbenen Muttermals, das die rechte Gesichtshälfte bedeckt, den Spitznamen Mascarita (span. Máscara – Maske) erhält. Zusammen mit seinem Vater, dem Krämer Don Salomón, lebt Saúl in einem heruntergekommenen Viertel Limas. Nach dem Tod der kreolischen Mutter, einer ungebildeten Goi aus Talara, ist der Jude Don Salomón in die Hauptstadt gezogen, um dem Sohn die Ausbildung als Jurist zu ermöglichen. Aber Saúl vernachlässigt 1953 bis 1956 das Jura-Studium, wirft sich mit Feuereifer auf die Ethnologie und sucht in den Semesterferien die Verwandten seiner Mutter, Bauern in Quillabamba bei Cusco, auf. Weiße wie Saúl nennt die dortige Bevölkerung Viracochas und wirft ihnen Umweltschädigung, zum Beispiel Fischfang mit Dynamit, vor. Während der Studienjahre in Lima unternimmt Saúl weitere Reisen an den Oberlauf des Urubamba und des Río Madre de Dios. Von ihm erfährt der Autor erstmals von den Mythen der Machiguengas: von Tasurinchi, dem Gott des Guten, und Kientibakori, dem Gott des Bösen, die beide mit ihrem bloßen Atemhauch das Leben auf der Welt geschaffen haben: der eine die Menschen und alles, was ihnen nützlich ist, der andere alles Übel. Die beiden diskutieren über die Bewertung des einfachen von der Natur abhängigen Lebens der Indianer: Während der Autor die Entwicklungsmöglichkeiten durch eine Integration in die peruanische Gesellschaft positiv einschätzt, sieht Saúl die Gefahren, v. a. den Verlust ihrer Identität, und möchte sie in ihrer Abgeschiedenheit vor Kontakten mit westlichen Lebensformen und Religionen bewahren. 1956 erwirbt Saúl zwar seinen Bachelor-Abschluss mit einer Arbeit über den Machiguenga-Stamm, will aber seine Feldforschungen nicht fortsetzen, weil er sie als unmoralische Gewalt gegen indigene Kulturen ansieht, welche ihre Ausnutzung durch die Viracochas als billige Arbeitskräfte verstärkt. Diese Situation vergleicht er mit dem Kolonialismus. Saúl lehnt deshalb ein von seinem Professor arrangiertes Stipendium für ein Ethnologiestudium an der Universität Bordeaux in Frankreich ab.
Kp. 4
Zwei Jahre später, im Jahr 1958, reist der Autor zum ersten Mal in den Amazonas-Urwald, als er an Saúls Stelle Professor Matos Mar auf einer Expedition des peruanischen Instituts für Linguistik an die Ufer des oberen Marañón begleitet. Der Autor kann zwar nicht mit Machiguengas direkt reden, er lernt aber das junge Linguisten-Ehepaar Schneil – Absolventen der Universität von Oklahoma – kennen, die in der Wildnis durch behutsames Vorgehen das Vertrauen der Indianer gewonnen haben. Um überhaupt mit ihnen in Kontakt zu treten, hat sich Edwin Schneil nackt mit Gastgeschenken einer Machiguenga-Familie genähert und ist nicht – wie andere vor ihm – abgewiesen worden. Weder hat er nach Gringo-Art fotografiert, noch Tonaufnahmen gemacht. Doch die Schneils sind nicht nur Philanthropen und Sprachforscher. Sie verfolgen mit Geduld eine missionarische Absicht. Sie haben die Bibel im Gepäck und wollen sie in die Sprache der Machiguengas übersetzen. Der Autor erfährt von ihnen viel über das Leben und die Mythen des Stammes. Eine Besonderheit ihrer Sprache ist, dass sie keine Eigennamen haben. Dies erklärt, warum der Geschichtenerzähler im Roman alle Männer mit „Tasurinchi“ anspricht. Am letzten Abend der Expedition hat der Autor noch ein Gespräch mit den Schneils. Beiläufig erzählen sie, dass die Machiguengas auf geheimnisvolle Weise über einen „Geschichtenerzähler“ sprächen. Über seine Rolle haben sie nur Vermutungen. Der Autor ist von diesen umherziehenden Rednern sehr beeindruckt, sucht in den Dokumentationen der Forscher nach weiteren Informationen und plant, einen Roman darüber zu schreiben.
Der Autor kommt auf seiner Expedition nicht mit den herumziehenden kleinen Verbänden in Berührung, sondern nur mit den sesshaft gewordenen Familien in den Dörfern. Hier haben westliche Einflüsse bereits das Leben der Stämme verändert und es kommt immer wieder zu oft grausamen Konfrontationen. Denn sie werden von den patronos – das sind Weiße und Mestizen – ausgebeutet. Kurz vor dem Besuch der Expedition wurde Jum, der Kazike von Urakusa und Chef des Aguaruna-Stammes von Viracochas gefoltert, weil er den Wert des Geldes erkannt hat und eine eigene Handelsgenossenschaft für die Vermarktung ihrer Produkte aufbauen will. Hier wiederholt sich die Geschichte: Bereits während des Kautschukzeitalters sind Machiguengas als begehrte Arbeitskräfte Opfer von Menschenjägern geworden.
Nachdem der Autor von der Expedition nach Lima zurückgekehrt ist, trifft er sich mit Saúl in einer Kneipe und spricht mit ihm über seine Erlebnisse: Der Autor beurteilt die Entwicklung der Indianer ambivalent, sieht, wie zuvor im Gespräch mit Matos Mar, sowohl den Kapitalismus als auch den Kommunismus mit ihren unterschiedlichen Ideologien als potentielle Zerstörer der Amazonas-Kulturen  und gibt den auf seiner Reise besuchten Genossenschaften eine Chance. Dagegen sind für Saúl die Linguisten im Amazonasgebiet eine Hauptgefahr, denn sie seien weitaus mächtiger als Missionare, Priester und Nonnen, weil sie über Geld und eine starke Organisation verfügen und die Indianer zu „guten Westlern, guten modernen Männern, guten Kapitalisten“ machen wollen. Er ist der Meinung, man solle die indigenen Stämme in Ruhe lassen und ihre Kultur respektieren. Der Autor reist nach dem Gespräch, es ist ihr letztes, zum Studium nach Madrid und Paris, und der angeblich nach Israel ausgewanderte. Freund beantwortet nicht seine Briefe.
Der Autor recherchiert in Madrid in der Nationalbibliothek und in der Dominikaner-Klosterbibliothek über die Machiguengas und findet in der Sammlung „Misiones Dominicanas“ Artikel über Brauchtum und Sprache. In einem Bericht lobt Fray Vicente de Cenitagoya die „Wilden“ als ehrlich und sanftmütig. Es seien ruhelose Menschen mit einer ungesunden Liebe zu Klatsch und Geschichten und „besessen vom Dämon der Bewegung“. Obwohl ihnen Missionare ein Dorf mit einer Schule aufgebaut und sie mit Essen versorgt hätten, sei der Stamm eines Tages plötzlich verschwunden. Vor allem ein Gespräch mit dem ehemaligen Missionar Fray Elicerio Maluenda ist für den Autor sehr informativ. Dieser erklärt ihm die Vorstellung der Indianer vom Universum. Über der Erde als Zentrum erheben sich die Wolkenregion „Menkoripatsa“ und darüber „Inkite“, die höchste Welt. Unter der Erde liegen das Totenreich, wo sich die Seelen der Verstorbenen aufhalten, und als unterste Region der Fluss mit schwarzem Wasser „Gamaironi“, in dem der Teufel „Kientibakori“ wohnt.
Kp. 6
1981 erarbeitet der Autor fürs peruanische Fernsehen das Programm „Der Turm von Babel“ und reist mit seinem Team durchs Land, um über interessante Projekte zu berichten. Für eine Sendung über das „Institut für Linguistik“ fliegt er mit dem Ehepaar Schneil in das Gebiet der Machiguengas. Über 20 Jahre sind seit der ersten Begegnung vergangen. Die Kinder der Schneils, die zweisprachig zusammen mit Machiguenga-Kindern aufgewachsen sind, leben inzwischen als künftige Wissenschaftler in den USA. Die Indianer sind jetzt in Dörfern der Missionsstationen an Flüssen angesiedelt und ernähren sich vorwiegend durch Landwirtschaft. Sie sind zum großen Teil in die peruanische Gesellschaft integriert. Die Bibel ist in ihre Sprache übersetzt, die Kinder gehen in die Schule und die zweisprachigen Dorfvorsteher können für die Besucher dolmetschen. Während der Autor die Verehrung der Schneils durch die Machiguengas bewundert, sucht er frustriert Gründe für sein Unvermögen, seinen geplanten Roman zu schreiben. Die Entwürfe zu seiner Geschichte über die Machiguenga-Erzähler sind stets im Papierkorb gelandet, denn er fand in den neueren Dokumentationen keine Informationen über sie. Auch von den Machiguengas kann er nichts über die Geschichtenerzähler erfahren. Sie zeigen Unverständnis oder scheinen dem Thema auszuweichen. Und selbst Edwin Schneil gibt sich überrascht und verlegen, als der Autor ihn auf die Erzähler anspricht. Erst auf beharrliches Nachhaken erzählt er von zwei Veranstaltungen vor einigen Jahren im Urwald, bei denen er durch Zufall anwesend war. Einer der Erzähler sei Albino oder Gringo genannt worden, weil er sich äußerlich durch einen großen Leberfleck im Gesicht und karottenrotes Haar von den anderen Machiguengas unterschied.  Der Autor vermutet deshalb, dass er sein untergetauchter Freund Saúl ist.

### Der Machiguenga-Geschichtenerzähler
In drei in die Haupthandlung eingeschobenen Kapiteln spricht der Machiguenga-Geschichtenerzähler. Edwin Schneil, der einzige dem peruanischen Autor bekannte Augenzeuge solcher stundenlang dauernden und ihn ermüdenden Veranstaltungen, kann keine genauen Informationen über den Inhalt der Reden geben. Nach seinem Eindruck ist der „speaker“ weder Zauberer oder Heiler noch Priester, sondern eher Briefträger, Unterhalter und zugleich Stammesgedächtnis der weit verstreut lebenden Mitglieder. So spielt er eine zentrale Rolle für die Zusammengehörigkeit des Stammes, der trotz widrigster Umstände und der wilden Natur durch seine Mobilität die Zeiten überstanden hat. Während einer Sitzung spricht der Geschichtenerzähler eine Fülle von Themen an, meist ungeordnet von einem Erlebnis zum anderen springend. Gemeinsam ist allen Überlieferungen allerdings die Rolle der Machiguengas, die den Auftrag haben, das Gleichgewicht des Kosmos zu erhalten und das Chaos zu verhindern, indem sie durch ihre Wanderungen die Sonne vor dem Absturz bewahren und die guten Geister gegen die Dämonen unterstützen. Deshalb arbeitet der Romanautor seine Kenntnisse der Mythologie mit in die Reden ein und empfindet die Sprache des indigenen Erzählers mit langen assoziativen Redeketten nach, so dass der Eindruck entsteht, die Geschichten aus seinem Mund zu „hören“. Aber er macht den fiktiven Charakter und das Legendenhafte der Darstellung durch häufige Einschränkungen des indigenen Erzählers „so scheint es“, „vielleicht. So mag es gewesen sein, damals“ oder „das ist zumindest, was ich erfahren habe“ immer wieder deutlich. Oft werden die Legenden auch von den Schamanen in mehreren Versionen vorgetragen, was auf eine lange mündliche Überlieferungskette hinweist.
Kp. 3
Im 3. Kapitel trägt der Erzähler den Zuhörern die Schöpfungsgeschichte der Machiguengas vor: Zu Beginn lebten die Menschen der Erde in paradiesischen Zuständen, die Toten kehrten in anderer Gestalt zurück. Aber dieses Leben hielt nicht an und Tasurinchi – Gott bzw. Stammesführer – rief sein Volk zum Aufbruch. Seitdem verstehen sie sich als die Menschen, die gehen. Immer wenn sie diesen Appell vergessen und der Stamm das Nomadenleben unterbricht, nisten sich Dämonen ein und verursachen Krankheiten. Der Erzähler schildert die schweren Zeiten der Stammesgeschichte, z. B. die Vertreibung und Verfolgung durch die feindlichen Mashcos, die ihre Frauen raubten, die Ausbeutung durch weiße Pelzjäger oder Kautschuk- und Holzsammler, die sie als billige Tagelöhner benutzten. In dieser Zeit des „Baumblutens“ kam fast der ganze Naturkreislauf durcheinander. Ein von einem Kamagarini besetzter Machiguenga überredete den Stamm, den Mond Kashir und nicht die Sonne als oberste Instanz zu sehen und in der Dunkelheit zu jagen und ihre Hütten zu bauen. Sie wurden „Männer der Dunkelheit“, die das Tageslicht meiden mussten. Zwar wirkten sie zufrieden, doch hatten sie ihre Weisheit und das Gleichgewicht des Lebens verloren. Ihre Seelen verschwanden und in die leeren Hüllen drangen Teufel ein und verwandelten sie in Tiere: Die Haut eines Mannes überzog sich mit Fischschuppen und er musste im Teich leben, einem anderen wuchsen Flügel und er flog davon, ein dritter bekam eine Schnauze mit Stoßzähnen und wurde von seinen Söhnen wie ein Tier gejagt. Schließlich bereuten sie ihren Verrat an der Sonne und wanderten und arbeiteten wieder tagsüber.
In anderen Passagen seiner Rede berichtet der umherziehende Erzähler von seinen Besuchen bei den Familien in den verstreut und versteckt im Urwald liegenden Hütten: bei Tasurinchi an der Biegung des Flusses, bei Tasurinchi im Wald am Yavero-Fluss, dann bei Tasurinchi, dem Blinden, der am Cashiriari-Fluss lebt. Er nennt jeden Mann des Stammes und später dann auch sich selbst „Tasurinchi“, alle sind Söhne des gleichnamigen Gottes, des Weltenschöpfers, der die Missetaten seines Widersachers Kientibakori und seiner zahlreichen Dämonen abzuwehren versucht. Ausführlich schildert der Erzähler, als Beispiel für die ständige Vernetzung des Todes mit dem Leben, vom Schicksal der Familie des blinden Tasurinchi, wobei sich die reale und magische Ebenen verbinden: Nachdem der jüngste Sohn an einem Schlangenbiss gestorben war, baten die Eltern Seripigari, sie in die Welt der Toten zu führen. Am „Fluss der reinen Seelen“ fanden sie ihren Sohn und er versprach ihnen, noch einmal auf die Erde zurückzukehren. Bei seinem Besuch berichtete er ihnen von seiner mystischen Reise in die „Welt der Sonne“. Zwei jüngere Schwestern der Frau des blinden Tasurinchi starben ebenfalls, eine tötete sich aus Scham, nachdem sie von den Punarunas gefangen genommen und vergewaltigt wurde, und die Familie hängte ihren Körper an einen Baum, damit er vor Tierbissen geschützt war, die andere stürzte in eine Schlucht und war vor ihrem Tod in einem Trance-Zustand. Der blinde Tasurinchi lauscht, nachdem er zu Ende gesprochen hat, aufmerksam den Geschichten des Erzählers, denn sie geben ihm das Gefühl eines großen Zusammenhangs der Ereignisse.
Kp. 5
Beständig auf Wanderschaft wird Tasurinchi von den Geistern des bösen Kientibakori überall bedroht. Der Geschichtenerzähler kennt dazu viele, teils burleske Beispiele, unter anderem verwandelt sich einer der bösen Geister in eine Wespe und sticht dem rastenden Tasurinchi in den Penis. Der schwillt an und wächst so sehr, dass ihn der Gestochene aufwickeln und schultern muss. Waldvögel verwechseln den Penis mit einem Baumstamm und finden darauf einen Platz zum Singen. Dann kauft Tasurinchi im Tausch gegen Lebensmittel eine Yaminahua, die von den Frauen seines Stammes abgelehnt wird. Doch jede Pein wird in den Beispielen des Erzählers von den Machiguengas nach dem Schöpfungsmythos weiterwandernd geduldig überwunden. Tasurinchi meint dazu: „Die Wut ist eine Störung der Welt.“ Auch der Erzähler darf nicht zur Ruhe kommen. Als Tasurinchi-Kräutermann sich mit ihm anfreundet und ihm seine Tochter zur Frau geben will, bringt sich diese um, weil sie dem Stamm den Geschichtenerzähler nicht wegnehmen will. Auch nach dem sintflutartigen Regen, der den Erzähler in den Fluss spült, überlebt dieser, indem er sich zuerst an einem Alligator, dann an einem Fischreiher festhält, der ihn mit sich emporhebt, und landet schließlich wieder auf der Erde, um seine Rolle weiter zu spielen.
Andere Geschichten sind Erklärungserzählungen über irdische Phänomene oder Himmelserscheinungen, z. B. Tiere, Sterne, Mond oder Kometen: Pachakamue, der erste Erzähler des Mythos, hat die Macht, aus Worten unbewusst Dinge und Tiere zu erschaffen. Sprechend verwandelt er Menschen in die verschiedensten Tiergestalten und bringt somit die Fauna hervor. Damit stört er jedoch oft das Gleichgewicht. Seine Schwester Pareni, die erste Frau, und ihr Mann Yagontoro beschließen deshalb, ihn zu töten. Yagontoro schneidet ihm den Kopf ab und begräbt ihn, um ihn am Reden zu hindern, doch vergisst er, die Zunge zu entfernen, so dass der Kopf weiterhin sprechen kann. Darauf werden Yagontoro in einen Carachupa (Opossum), Parenis zweiter Mann in eine Biene, Tzonkori, Parenis dritter Mann, in einen Kolibri und Pareni sowie ihre Tochter in Felsblöcke verwandelt. In einer anderen Geschichte kommt Kashiri, der Mond, als junger Mann auf die Erde, heiratet eine Machiguenga-Frau und zeugt mit ihr einen Sohn, die Sonne. Aber eine als Frau verkleidete Itoni (Teufel) verunreinigt Kashiris Gesicht mit ihrem Kot und er kehrt befleckt zu Inkite (Himmel) zurück. In einer anderen Version verbindet der Seripigari-Tasurinchi die Mond-Entstehung mit der Geschichte von den Leuchtkäfern, die ihre Frauen als Sterne verloren haben. Kashiri stört durch seine ständige Lust auf seine Frau das Gleichgewicht der Erde, und er wird von Tasurinchi in seinem Glanz geschwächt und zu Inkite zurückgetrieben. Als Ersatz darf er die Leuchtkäferfrauen als Sterne mitnehmen. Eine dritte Geschichte erklärt, dass der Komet Kachiborérine ein verwandelter Machiguenga ist. Dieser sucht, als seine zweite Frau mit seinem Sohn aus erster Ehe schläft, für ihn bei den Chonchoites ein Mädchen, wird aber von den Kannibalen gefangen und ausgenommen. Er kann sich ohne Magen und Därme nicht mehr ernähren, steckt sich, von einem Dämon besessen, eine Fackel in seinen After und verwandelt sich zum Kometen am Himmel.
Kp. 7
Der Geschichtenerzähler erzählt in diesem Kapitel von weiteren Begegnungen mit Tasurinchis: z. B. mit dem weisen Seripigari-Tasurinchi vom Kompiroshiato-Fluss, der alles über essbare und als Heilmittel brauchbare Pflanzen und Tiere weiß und durch diese gesunde Ernährung zu einer gelassenen Einstellung gelangt ist. Vielleicht war er in einem Leben „vorher“ der Jäger Tasurinchi, der den heiligen Hirsch, einen verwandelten Menschen, jagte und als Strafe selbst zum Hirsch verwandelt wurde. In einer anderen Anekdote erfährt der Erzähler von einem Seripigari, warum sich die Machiguengas mit Orlean-Tinktur bemalen: Inaenka, die gehbehinderte Unheilfrau und Verursacherin der Krankheiten, tötete den Fischer Tasurinchi und den Seripigari mit heißem Wasser und aß sie. Der Orleanstrauch Potsotiki erklärte einem ihrer Söhne, dass seine Mutter den Machiguenga-Stamm zerstören wolle, durch dessen Wanderung das Gleichgewicht zwischen Sonne und Mond erhalten wird. Dies würde zum Absturz der Sonne und zum Chaos der Welt führen würde. Der Sohn wollte dies verhindern und ließ sich, um nicht von Inaenka erkannt zu werden, zu einem Orleankind verwandeln. Dann sagte er seiner Mutter, dass er ihr das Land des Glückes zeigen könne. Dort würden ihre deformierten Füße wieder gesund und sie müsste nicht mehr hinken. Aber er brachte Inaenka zu den Monstern am Ende der Welt. Um ihrer Rache zu entkommen, schlüpfte seine Seele in die Hülle eines Moritoni-Vogels, der seitdem von den Machiguengas geschützt wird.
Im zweiten Teil des Kapitels geht der Autor davon aus, dass der Geschichtenerzähler sein Freund Saúl ist, und arbeitet dies in seine Darstellung ein. Er lässt den Erzähler im Rausch eine Adaption von Kafkas Die Verwandlung, Saúls Lieblingserzählung, erleben: Tasurinchi-Gregor verwandelt sich in eine Machacuy-Zikade und dies isoliert ihn von seiner Familie. In einer zweiten Anspielung auf Saúl verurteilt der Erzähler die bei den Machiguengas übliche Tötung missgebildeter Kinder, verweist trotz seines entstellten Gesichts auf sein eigenes Lebensrecht. und führt den Zuhörern vor Augen, dass man auch in Unvollkommenheit als Tasurinchi leben kann. Und nochmals will er den Zuhörern klarmachen, dass nicht alles, was unvollkommen geboren wurde, von Kientibakori, dem Bösen, gehaucht sein muss und deshalb zu töten wäre: Durch die Geschichte seines Begleiters, des Papageis „Mascarita“, den seine Vogel-Mutter wegen eines deformierten Fußes zerhacken wollte. Viertens erzählt er von seinem eigenen früheren Leben, bevor er zu den Machiguengas ging, und der jüdisch-christlichen Mythologie.  In einer Sprache, die für die Zuhörer verständlich ist, spricht er vom Gott Tasurinchi-Jehova, der Geschichte des jüdischen Volkes und von Tasurinchis Sohn, dem Seripigari (Jesus von Nazaret).
Am Ende entschließt sich der Geschichtenerzähler, mit dem Tasurinchi vom Timpinia-Fluss, der mit den „Weißen Vätern“ seine überschüssige Ernte gegen Saatgut und Geräte tauschte und mit seiner Familie ein zufriedenes sesshaftes Leben führte, wieder in die Wildnis zu wandern. Ein Erdbeben deutet er als Warnung und Mahnung, zum vom Schöpfergott Tasurinchi zur Erhaltung des Naturgleichgewichts verordneten Nomadenleben zurückzukehren.

## Zitate
- Tasurinchi belehrt den Geschichtenerzähler: „Um zu verstehen, muß man zuhören können.“[17]
- Aus dem Mund eines unermüdlichen Machiguenga-Zuhörers: „Dank deiner Erzählungen ist es, als würde das, was geschehen ist, viele Male wieder geschehen.“[18]
- Sogar das nach abendländischem Verständnis Leblose kann bei den Machiguengas reden: „Es sprechen die Kreise des Wassers.“[19]
- Über seine Selbstfindung bei den Machiguengas sagt der Geschichtenerzähler: „Hierher bin ich zurückgekehrt, ohne fortgegangen zu sein.“[20]

## Form und Interpretation
Der Autor berichtet über seine Schwierigkeiten, einen Roman zum Thema der Machiguenga-Geschichtenerzähler zu schreiben. Somit entsteht ein Roman im Roman. Nicht nur im ersten und letzten Kapitel, die die Romanhandlung einrahmen, sondern auch während des Geschehens weist der Autor hin und wieder auf seine Erinnerungsarbeit in Florenz hin. Seine Idee, über den Freund Saúl zu schreiben, sei eine verfluchte Versuchung, der er nun nachgegeben hat.
Für den Leser, der die ethnische Untersuchung Amazoniens studieren möchte, die auf dem östlichen Territorium Perus durch die Spanier vorangetrieben wurde, kann der Text eine Fundgrube sein. So wird zum Beispiel der Missionar Pater José Pío Aza, der erste Erforscher der Machiguenga-Sprache, genannt. Oder es wird der Reformer Dr. Luis Valcárcel bespöttelt und ein Roman zum Thema genannt: „La Vorágine“. Die dreimalige ausführliche Erklärung zur Entstehung dieser Welt, wie sie sich die Machiguengas denken – in den Wiederholungen dann sichtbar verquickt mit dem jüdischen und christlichen Glauben – ergibt eher ein bekennerisch-weltanschauliches Skriptum als Prosa.
Was aber macht das Buch zum Roman? In erster Linie ist das der extreme Kontrast zwischen dem teils sachlich und nüchternen berichtenden, an seinen Schriften orientierten, zurzeit fern der Heimat lebenden Intellektuellen und dem in den drei Erzählerkapiteln wiedergegebenen mündlichen Vortrag des Geschichtenerzählers. Der Autor mag den Geschichtenerzähler fast beneiden, denn im Leben seines Stammes spielt dieser eine so zentrale Rolle, wie es dem Schriftsteller – obgleich Vargas Llosa später sogar Literaturnobelpreisträger wurde – in seiner Gesellschaft nicht vergönnt ist. Spannung wird erzeugt durch die Nachforschungen nach dem Verbleib des Freundes Saúl Zuratas. Zu dessen Solidarisierung mit den an den Rand der Gesellschaft gedrängten Machiguengas mögen sein abstoßendes Muttermal und seine jüdische Herkunft beigetragen haben, die ihn ebenfalls zu einer „Randexistenz“ der peruanischen Gesellschaft machten. Am Ende des Buches äußert der Autor noch einmal seine Bewunderung über die bis ins Tiefste gehende Verwandlung, die sein Freund durchgemacht hat. Dabei sollte der Leser jedoch im Blick haben, dass bei aller Belegbarkeit der Fakten und der autobiographischen Daten im Buch ebendiese Inhalte um Fiktionen erweitert sind – der Autor schreibt selbst, dass er das jetzige Leben seines Freundes, das er nicht mehr kennt, erfinden muss. Mit seinem Namen wird der Autor übrigens an keiner Stelle des Romans benannt, und für das Linguistenehepaar Schneil, von dem er die meisten Informationen über die Machiguengas und die Geschichtenerzähler erfährt, gibt es zwar ein authentisches Vorbild, aber der Name ist leicht abgewandelt.
Der Leser lernt ein exotisches Weltbild kennen und muss sich in ein fremdartiges Vokabular hineinfinden. Erklärungen werden oft erst viele Seiten später gegeben – so wird im Bericht des Ehepaars Schneil über die Machiguengas einiges erzählt, was man vorher nur vermuten konnte, zum Beispiel, dass sie keine Eigennamen besitzen. Auch die am Buchanfang stehende Widmung für die „Machiguenga-Kenkitsatatsirira“ findet erst hier und auch nur andeutungsweise eine Erklärung: Es wird ein langes Geräusch mit vielen „s“ erwähnt, das man mit „Geschichtenerzähler“ übersetzen kann.
Im Lauf der drei großen Auftritte des Geschichtenerzählers wird dieser zunehmend persönlicher. Beginnend mit dem Auszug aus dem Paradies und anderen Mythen sowie den Berichten über seine Besuche flicht er mehr und mehr persönliche Themen ein (siehe oben, Kapitel 7).
Die Schöpfungsgeschichte der Machiguengas wird nicht im biblischen Stil vorgetragen. Ordnung muss sich der Leser aus der heillosen Unordnung des repetierenden Vortrags selbst exzerpieren. Hiermit stellt der Schriftsteller dem Leser so manche Knobelaufgabe. Ein erster Anhaltspunkt könnte in der Hinsicht sein: Der Mond lebt unter den Machiguenga; ist mit einer ihrer Frauen verheiratet. Er beschläft sie ausdauernd und erfolgreich. Sie gebiert ihm die Sonne. Licht erhellt die Welt. Das abendliche Stürzen des Zentralgestirns könnte eine der Ursachen für Tasurinchis beständiges Wandern sein. – Einen Überblick über die Kosmogonie der Machiguengas bekommt der Leser, nachdem er seine ersten Eindrücke aus den Erzählungen gesammelt hat, durch einen Bericht des Autors von seinen Bibliotheksstudien.
Der Geschichtenerzähler weiß um die Unvollkommenheit seines Wissensschatzes. Mit Vorsicht und Bescheidenheit schließt er fast immer mit dem Satz: „Das ist zumindest, was ich erfahren habe.“ Oder er nimmt unzählige Behauptungen mit einem nachgestellten „Vielleicht“, einem „So scheint es“ oder ähnlichen Wendungen zurück. Über ein Kind und seine Mutter (eine mythische Gestalt auf der Seite des Bösen) hört man beispielsweise: „Eine seiner Mütter muss Inaenka gewesen sein. […] Hinken alle Teufel? So scheint es. Kientibakori auch, heißt es.“ Häufig sind auch Phänomene wie Glück, Schuld oder Bosheit und Gemütszustände wie Freude oder Ärger auf diese Weise relativiert. 
Wenn in den Erzählungen Tasurinchi auf Abwege gerät, bewirkt dies nicht nur Reaktionen der Natur, sondern es wird auch immer wieder mit dem Tanz der Teufel im Wald illustriert: „Da erfasste ihn die Wut. Es regnete, es blitzte. Gewiss gingen alle Teufel in den Wald hinaus, um zu tanzen.“
Oder bei seinem Festschmaus mit verbotenem Fleisch: „Im Wald trank Kientibakori Masato und tanzte auf dem Fest. Seine Fürze klangen wie Donnerschläge, und sein Rülpsen wie das Gebrüll des Jaguars.“
Manchmal erfreut den Leser die überraschende Bildersprache im Roman. Zum Beispiel: „Der Himmel war ein Dickicht aus Sternen.“ Oder – der Geschichtenerzähler hat sich einen Dorn eingezogen und will den Schmerz durch Brüllen erschrecken.

## Rezeption
- In dem Vielvölkerstaat Peru setzt sich der Spanisch sprechende einheimische Ich-Erzähler und somit der Autor selbst[38] – mit einer Indio-Sprache dieses Landes auseinander, die er gar nicht spräche; ein Vorhaben, das von vornherein zum Scheitern verurteilt wäre und das scheitere. Der Ich-Erzähler verzage schließlich und zelebriere „elegisches Selbstmitleid“.[39] Immerhin habe der „Wahrheitsforscher“ Vargas Llosa einen ermutigenden Versuch des Eindringens in die fremde Kultur unternommen.[40] Der vorgetragene Mythos eines nomadisierenden Volkes – wie hier dem der Machiguengas – sei ein Überlebensinstrument: Das unablässige Umherwandern auf der Suche nach jagdbarem Wild und bebaubaren Böden sowie das Ausweichen vor Feinden. Der Tasurinchi dieses Volkes existiere in vielen Exemplaren. Beinahe jeder Machiguenga könne Tasurinchi heißen. Für dieses Volk gibt es keine fixe Wahrheit. Vielmehr entstehe diese erst durch den Auftritt des Geschichtenerzählers. In das oben angesprochene Scheitern des Ich-Erzählers und seiner Journalistenkollegen beim Eindringversuch in die Indio-Kultur passe auch das Foto vom Geschichtenerzähler und seinen Zuhörern, das in Florenz gezeigt worden ist. Obwohl Edmund Schneil Zurückhaltung bei der Kommunikation mit den Machiguengas geübt habe, sei eben doch später jenes desavouierende Malfatti-Foto entstanden.[41]
- Lentzen[42] weist auf eine Formschwäche des Romans hin. Spannung, im ersten Kapitel aufgebaut, verpuffe. Zudem sei das Extrahieren der Fakten von der Fiktion schwierig und die Figur, über die gerade gesprochen werde, könne nicht immer identifiziert werden. Die Sprache Vargas Llosas in den Geschichtenerzähler-Kapiteln drei, fünf und sieben werde von der Kritik eigentlich durchgängig lobend erwähnt. Der Troubadour als Vorbild seines Geschichtenerzählers habe Vargas Llosa fasziniert.
- Es entstünde der Eindruck, der Geschichtenerzähler spräche die Sprache der Machiguenga. Diese fiktive Spezialsprache habe der Autor eigens für seinen Roman unter Verwendung von Quechua wie auch peruanischem Spanisch konstruiert und mit denen den drei Geschichtenerzähler-Kapiteln vorangestellten Kapiteln verwoben. Der Text ist entsprechend dem oralen Sprachvorbild weder zeitlich noch inhaltlich geordnet. Demzufolge mache der Roman beim ersten Durchlesen einen chaotischen Eindruck. Eine Wurzel für die Schwierigkeit des Eindringens in eine orale Sprache durch den Sprecher einer Schriftsprache – in dem Fall: Vargas Llosa als Sprecher des Spanischen – sei die den Sprachtypen oral und literarisiert innewohnende zu unterschiedliche Denkstruktur. Weil Saúl die Kultur der Machiguengas enthusiastisch bewahren möchte, verheimlicht er seinen Geschichtenerzähler-Beruf vor den Fremdlingen.[43]
- Die im Roman beschriebene Besonderheit, dass die Machiguengas keine Eigennamen besitzen[44], wird in der ethnographischen Literatur bestätigt – so bei Allan W. Johnson[45], der auf Wayne W. Snell, Vorbild für die Romanfigur Edwin Schneil[46], verweist und es durch eigene Erfahrung bestätigt.[47] Dass allerdings in den drei Erzählerkapiteln des Romans stattdessen der einheitliche Name Tasurinchi benutzt wird, der Name des Schöpfers der Machiguengas, ist eine Besonderheit, die der Autor dem Geschichtenerzähler in den Mund gelegt hat. Nach Sá unterstreicht er damit die schöpferische Rolle des Geschichtenerzählers. Unter den Machiguengas sei der Name Tasurinchi (der, der bläst) dem Schöpfer oder Halbgöttern  vorbehalten.[48]
- Sá nennt weitere Details, die von ethnographisch gesicherten Fakten beziehungsweise von der Kosmogonie der Machiguengas abweichen, obgleich der Roman mit seinen zahlreichen Bezügen auf konkrete Quellen und den vielen Daten aus dem Leben Vargas Llosas den Eindruck erwarten ließe, dass die Angaben über die Machiguengas authentisch seien. So spiele beispielsweise der Mond bei den Machiguengas eine bedeutendere Rolle, als dies im Roman zum Ausdruck kommt, wo er mit seinen Flecken – ähnlich wie Mascarita – eher im Abseits stünde. Auch sei die Rolle der Frauen bei den Machiguengas keineswegs eine untergeordnete, wie es die Darstellung im Roman suggeriere, in dem nur Männer Tasurinchi benannt würden.  Für die im Roman dargestellte Rolle der Geschichtenerzähler gäbe es in Texten über die Machiguengas und in deren Erzählungen keine Hinweise - die einzige im Roman konkret genannte schriftliche Quelle, das Buch des Forschers Paul Marcoy[49], werde unexakt wiedergegeben.  Die einzigen anderen Wissenschaftler, die bezüglich der Existenz der Geschichtenerzähler genannt werden, seien das Ehepaar Schneil – es sei bezeichnend, dass speziell bei ihnen der Name im Roman verändert wurde.[50] Ungeachtet solcher Anmerkungen betrachtet Sá das Buch als lesenswert.
- Die deutschsprachige Ausgabe des Romans wurde 2011 als zehntes Buch der Aktion „Eine Stadt. Ein Buch.“[51] sowohl in Wien als auch in Berlin in jeweils einer Auflage von 100.000 Stück gratis an Leser abgegeben. Dieses vom echomedia buchverlag Wien herausgegebene Buch hat die gleiche Seitenaufteilung wie die verwendete Ausgabe und enthält zusätzlich die Nobelpreisrede von M. Vargas Llosa: „Ein Lob auf das Lesen und die Fiktion“.

### Verwendete Ausgabe
- Der Geschichtenerzähler. Roman. Aus dem Spanischen von Elke Wehr. Suhrkamp, Frankfurt am Main 1990 (1. Aufl.), ohne ISBN[A 7]

### Sekundärliteratur
- Thomas M. Scheerer: Mario Vargas Llosa. Leben und Werk. Suhrkamp, Frankfurt am Main 1991, ISBN 3-518-38289-6.
- Norbert Lentzen: Literatur und Gesellschaft: Studien zum Verhältnis zwischen Realität und Fiktion in den Romanen Mario Vargas Llosas. Romanistischer Verlag, Bonn 1994 (Diss. RWTH Aachen 1994), ISBN 3-86143-053-3.
- Markus Klaus Schäffauer: Die Paradoxie des postmodernen Mythos und die Gattung als topographisches Problem in El hablador und Lituma en los Andes. in: Morales Saravia, José (Hg.): Das literarische Werk von Mario Vargas Llosa. Vervuert, Frankfurt am Main 2000, S. 233–258.